# Everyday Is Like Sunday
"Everyday Is Like Sunday" é a terceira faixa do primeiro álbum a solo de Morrissey, Viva Hate, e o segundo single a ser lançado pelo artista. Atingiu a nona posição na parada de singles britânica e continua a ser uma das suas mais conhecidas canções. "Everyday Is Like Sunday" aparece também no álbum de compilação Bona Drag.

## Contexto
"Everyday Is Like Sunday" foi composta por Morrissey e Stephen Street, mesma parceria por trás de "Suedehead", o single de estreia solo do cantor. Street, que inicialmente acreditava que os Smiths voltariam após alguns meses do término, mandou demos de suas faixas instrumentais para Morrissey como possíveis ideias para lados-B da banda. A letra da música, que homenageia a tristeza de uma cidade litorânea na baixa temporada, teriam sido inspirada por On the Beach, de Nevil Shute, romance sobre um grupo de pessoas esperando pela devastação nuclear em Melbourne, Austrália. Sobre a letra da música, Morrissey comentou: "O resort de férias britânico é como um símbolo do absurdo da Grã-Bretanha, na verdade. A ideia de um resort na Grã-Bretanha não parece natural".
Além de compor a música, Stephen Street tocou baixo na canção. Ele comentou: "'Everyday Is Like Sunday' era eu tentando ser o baixista do Echo & the Bunnymen! Os acordes são bem simples, mas, novamente, a linha de baixo foi uma grande parte da composição". Street recrutou o baterista Andrew Parisi e o guitarrista Vini Reilly para completar a banda de estúdio. Street lembrou do último, "Vini se virou e me disse 'Eu não vou tocar essa música, é muito simples' – bem, essa música era 'Everyday Is Like Sunday'! Ele é um esnobe musical em alguns aspectos – ele é incrivelmente frustrante".
De acordo com Street, "Everyday Is Like Sunday" foi gravada em sua segunda sessão com Morrissey. A música apresenta uma seção de cordas de seis peças, liderada pela violinista Fenella Barton.

## Posição nas paradas musicais
| Parada (1988)                     | Melhor posição |
| --------------------------------- | -------------- |
| Europa (Eurochart Hot 100)        | 32             |
| Irlanda (IRMA)                    | 3              |
| Países Baixos (Single Top 100)    | 76             |
| Nova Zelândia (Recorded Music NZ) | 18             |
| Reino Unido (UK Singles Chart)    | 9              |

| Parada (2010)                    | Melhor posição |
| -------------------------------- | -------------- |
| França (SNEP)                    | 43             |
| Escócia (Scottish Singles Chart) | 36             |
| Reino Unido (UK Singles Chart)   | 42             |

## Certificações
| Região                                                                                                  | Certificação | Vendas   |
| --- | ------------ | -------- |
| Reino Unido (BPI)                                                                                       | Prata        | 200,000^ |
| *números de vendas baseados somente na certificação ^números de vendas baseados somente na certificação |              |          |